# Lavinia (roman)
Pour les articles homonymes, voir Lavinia (homonymie).
Lavinia (titre original : Lavinia) est un roman de fantasy de l'écrivaine américaine Ursula K. Le Guin publié en 2008 aux États-Unis et en 2011 en France aux éditions L'Atalante, récompensé par le prix Locus du meilleur roman de fantasy en 2009.
Son personnage principal est Lavinia, la princesse latine qui épouse Énée dans l’Énéide de Virgile.

## Synopsis
Les deux premiers tiers de Lavinia s'inspirent de l'intrigue de la seconde moitié de l’Énéide de Virgile, mais en imaginant le point de vue de Lavinia, que le roman dote d'un passé et d'une personnalité plus fouillée. Le roman commence avec l'arrivée d'Énée dans le Latium, mais remonte rapidement dans le passé pour relater la jeunesse de Lavinia, laquelle est marquée par sa piété et sa forte implication dans le culte rendu aux dieux du Latium. Elle fait régulièrement des séjours dans une grotte servant de sanctuaire, d'abord avec son père Latinus, puis seule. Elle y fait des songes où elle est confrontée aux apparitions d'un mystérieux poète qui connaît l'avenir et compose une épopée au sujet d'un Troyen nommé Énée (on comprend qu'il s'agit de Virgile). L'intrigue se concentre peu à peu sur les tensions entre le roi Latinus et son épouse, qui souhaite faire épouser Lavinia à Turnus, roi des Rutules. Lavinia, très résevée, peine à se faire une place dans ce rôle qui lui est imposé, mais rechigne secrètement à épouser Turnus.
L'arrivée d'Énée et des rescapés troyens vient perturber cet équilibre précaire et remettre en cause le mariage prévu. Lavinia finit par trouver le courage de refuser le mariage avec Turnus. Les heurts entre Troyens, Rutules et Latins finissent par déboucher sur une guerre, mais le conflit est présenté comme dépourvu de gloire et le roman insiste davantage sur l'absurdité des morts qui en résultent. La reine enlève Lavinia pour la mêler à un rite exclusivement féminin dans les campagnes du Latium. Lavinia se rend compte que sa mère a pour projet de lui faire épouser secrètement Turnus. Elle parvient à s'enfuir et à prévenir son père, et le projet échoue. Énée finit par provoquer Turnus en combat singulier et par le tuer.
Le dernier tiers du roman imagine les années qui suivent la fin de l’Énéide. Lavinia est heureuse auprès d'Énée, mais elle a reçu un présage : son mari mourra au bout de trois ans. Ascagne grandit sans jamais apprécier beaucoup Lavinia. Il s'avère homosexuel. Il tente de marcher dans les pas de son père, mais se montre souvent orgueilleux et inutilement belliqueux dans les premiers temps. Énée finit par mourir comme prévu au cours d'une escarmouche pendant une mission diplomatique au terme de la troisième année. Lavinia porte son deuil et assume sa charge de reine.

## Élaboration du livre

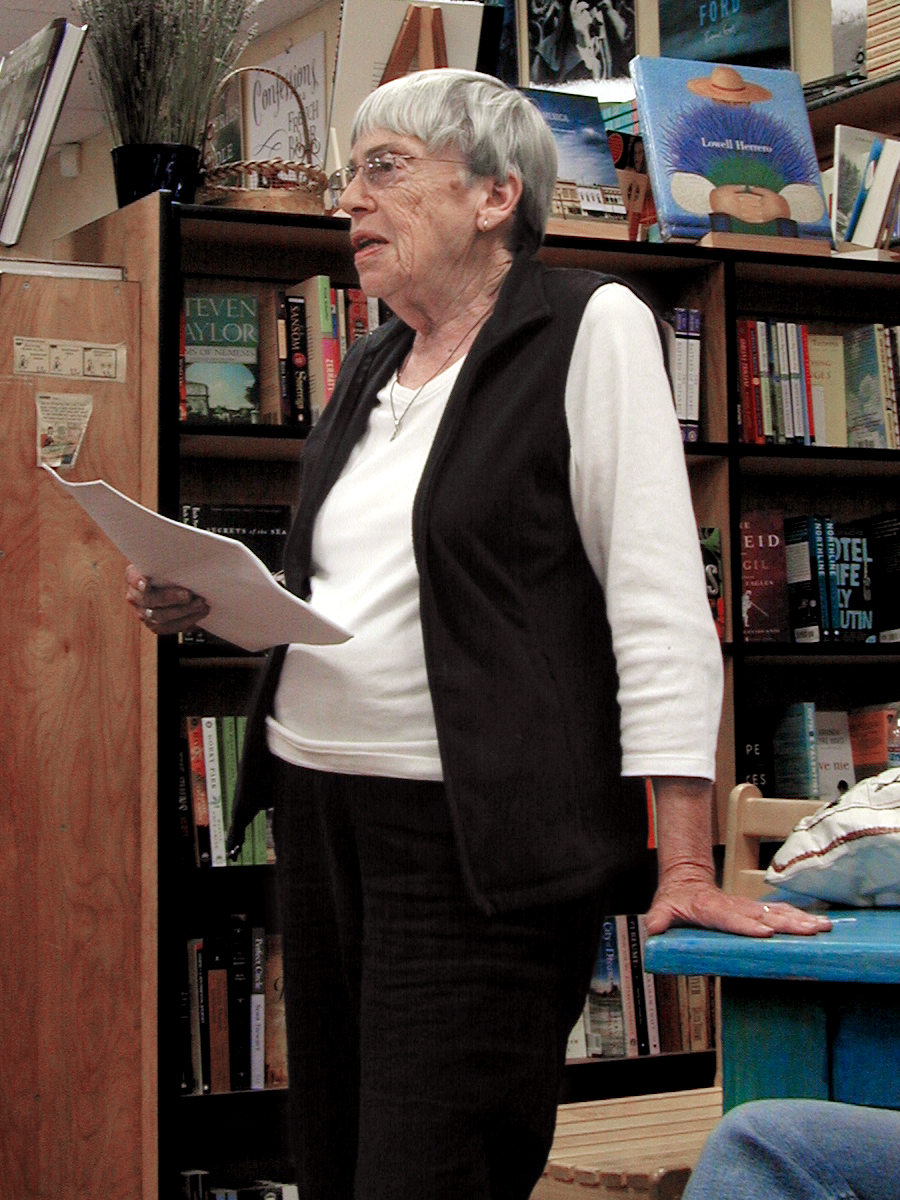
Ursula K. Le Guin lisant un extrait de Lavinia à Rakestraw Books, Danville (Californie, États-Unis) le 23 juin 2008.

Lors d'une interview en 2008, Ursula Le Guin explique les obstacles qu'elle a dû surmonter dans l'écriture des deux moitiés de Lavinia. Elle conçoit la première moitié du roman comme « une sorte de traduction de l'épopée en roman » adaptée de l'Énéide : dans cette partie, elle suit Virgile de près, sans jamais le contredire, mais en laissant de côté la « machinerie épique » (notamment les interventions divines) et en relatant les mêmes événements « d'un point de vue domestique et personnel plutôt que collectif et mythique ». Cette première moitié ne lui a pas paru difficile, une fois qu'elle a trouvé le courage de l'entreprendre. La seconde moitié lui a semblé beaucoup plus « effrayante » puisqu'elle devait relater la suite de Virgile. Elle estime cependant que c'est une force du genre romanesque que de pouvoir raconter comment la vie continue après une tragédie,.
Ursula Le Guin n'avait pas une grande expérience de l'étude du latin jusqu'à peu de temps avant d'entreprendre l'écriture de Lavinia. Dans sa jeunesse, en junior high (au collège), elle a étudié le latin pendant un an, en lisant César, puis s'est arrêtée, rebutée par la perspective de passer un an à lire du Cicéron avant de pouvoir traduire les poètes les années suivantes. Quelques années après, en grad school, elle a eu besoin du latin pour un diplôme et a suivi un cours d'été qui lui a permis de lire Ovide ; mais elle a de nouveau arrêté ensuite. Longtemps après, ayant dépassé les 70 ans, elle s'est dit que c'était le moment de lire Virgile ou jamais et a repris le latin par elle-même en lisant des grammaires puis en lisant Virgile dans le texte à l'aide de l'édition Loeb et d'un dictionnaire, à raison de quelques vers par jour. Elle s'est toujours sentie plus proche des Romains que des Grecs, notamment parce qu'elle ne connaît pas du tout le grec ancien.
Le Guin adopte une approche pacifiste dans Lavinia : Énée n'est pas belliqueux, il ne part pas au combat avec enthousiasme, et les scènes de bataille, loin d'être idéalisées, sont très sombres. Le Guin estime que cet aspect n'est pas qu'une invention de sa part mais se trouve déjà chez Virgile : selon elle, ce dernier est un poète d'une grande sensibilité, très sensible aux souffrances et à la vulnérabilité humaines, qui ne donne pas l'impression d'aimer les scènes de bataille, lesquelles sont très différentes des batailles décrites dans l’Iliade.

## Accueil critique
Dans le Guardian, Charlotte Higgins évoque une histoire « subtilement émouvante, ludique et pleine de tact » dans laquelle Le Guin insuffle une vie nouvelle dans un personnage mineur, voire sans vie de l’Énéide, tout comme Virgile avait insufflé une vie nouvelle au personnage d'Énée emprunté à l’Iliade. Elle loue la prose « précise, aux saveurs délicates, qui n'en fait jamais des tonnes ».

## Récompense
Lavinia remporte le prix Locus du meilleur roman de fantasy en 2009.